# دوغ هوفر
دوغ هوفر هو سياسي أمريكي، ولد في 3 سبتمبر 1951 في نيو روتشيل في الولايات المتحدة. نشط حزبياً في الحزب الديمقراطي. وقد انتخب Vermont State Auditor ‏ (10 يناير 2013 – ).

## وصلات خارجية
- الموقع الرسمي